# 日本建築医学協会
一般社団法人日本建築医学協会（にほんけんちくいがくきょうかい、Japan Architectural Medicine Association）とは、伝承医学の叡智と環境生理学、環境心理学、大脳生理学の最新の研究データを融合させた新しい代替医療としての『建築医学』を提唱し2006年11月に設立された団体。
健やかな命を育む環境を創造し、子どもが夢を持てる社会環境の実現を目指す。

## 役員
- 名誉顧問　アンドルー・ワイル　アリゾナ大学医学部教授
- 会長　帯津良一　帯津敬三病院名誉医院長
- 理事長　松永修岳